# Pericoma spiralifera
Pericoma spiralifera är en tvåvingeart som beskrevs av Satchell 1950. Pericoma spiralifera ingår i släktet Pericoma och familjen fjärilsmyggor. Inga underarter finns listade i Catalogue of Life.